# حدجو حور
حدجو حور (انگلیسی: Hedju Hor) فرمانروایی در شمال مصر در دوران پیش‌دودمانی بود که نام او به معنای «گرزهای حوروس» است. از آن‌جایی که اطلاعات بسیار کمی دربارهٔ او در دست است، این موضوع باعث بحث‌هایی میان تاریخ‌نگاران دربارهٔ جایگاه اجتماعی او شده است.

## جایگاه اجتماعی
حدجو حور تنها از طریق دو کوزهٔ سفالی شناخته شده که سِرِخ (نماد سلطنتی) او بر روی آن‌ها نقش بسته است: یکی از تورا در شرق دلتای نیل و دیگری از ابوزیدان در نوک شمال‌شرقی دلتا. مصرشناس معروف، ولفگانگ هلک، او را یکی از فرعون‌های دودمان صفر (دوره پیش‌دودمانی یا پیش از دودمان نخست) دانسته و با واش، فرمانروایی که به‌دست نارمر شکست خورده بود (بر اساس نقش لوحه نارمر)، یکسان می‌داند. این دیدگاه بعدها توسط تاریخ‌نگار دیگری به نام ادوین فن دن برینک نیز تأیید شد.
در مقابل، توبی ویلکینسون و یواخیم کال بر این باورند که حَج حور یک فرعون پیش‌دودمانی نبوده، بلکه فرمانروای یک دولت‌شهر کوچک در دوران پیش‌دودمانی بوده است و به او عنوان «پادشاه» داده‌اند. از حدجو حور هیچ آرامگاهی شناخته نشده و نام او نیز در کتیبهٔ سنگ پالرمو، که فهرستی از کهن‌ترین پادشاهان مصر باستان را در بر دارد، دیده نمی‌شود.